# Actinostemon glaziovii
Actinostemon glaziovii är en törelväxtart som beskrevs av Ferdinand Albin Pax och Käthe Hoffmann. Actinostemon glaziovii ingår i släktet Actinostemon och familjen törelväxter. Inga underarter finns listade i Catalogue of Life.